# مغنولية إكليلية
ماغنوليا إكليلية (الاسم العلمي:Magnolia coronata) هي نوع من النباتات تتبع جنس الماغنوليا من الفصيلة الماغنولية.